# Motoconfort C45
Motobécane D45

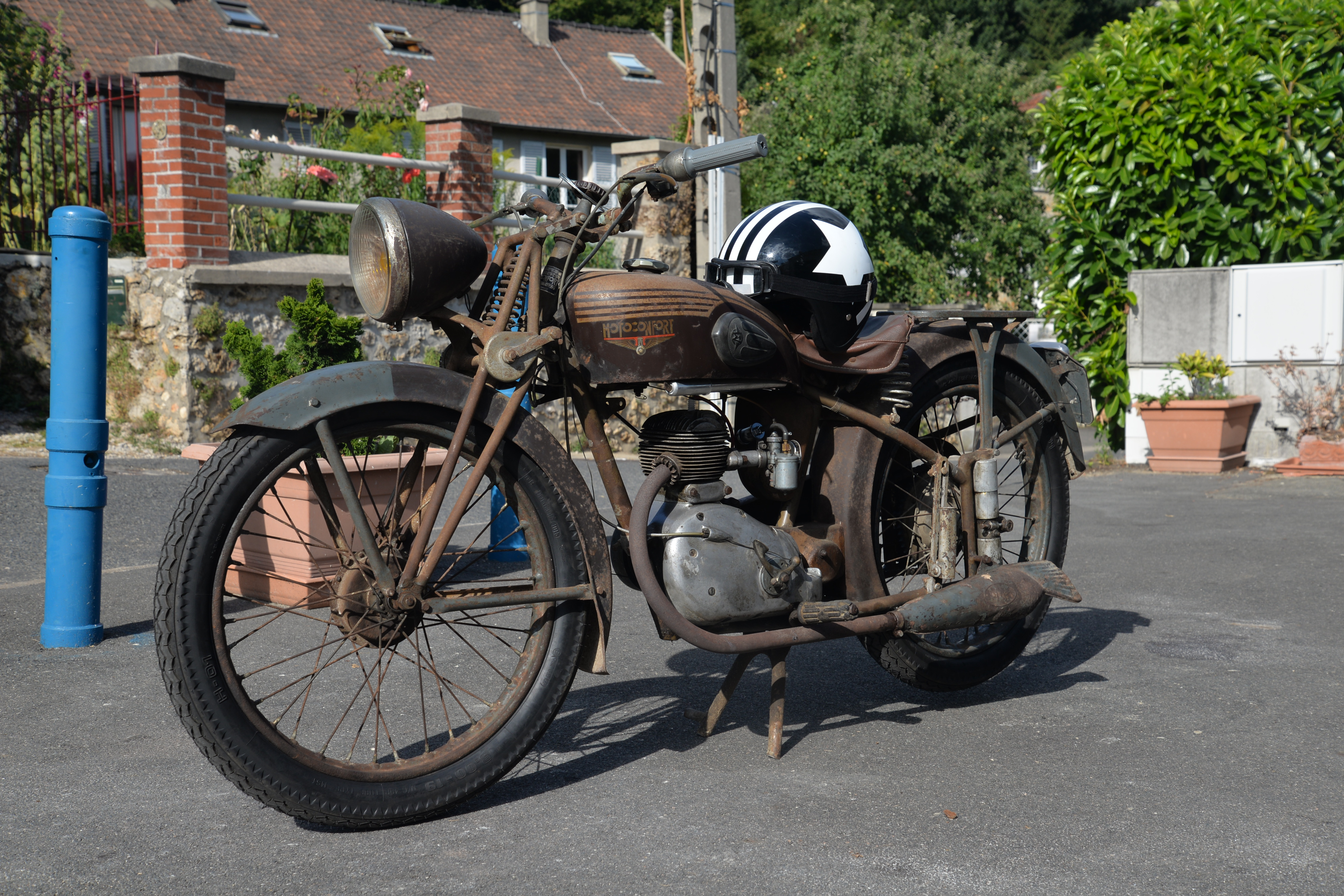
Motoconfort C45 S de 1951, dernière année montée avec la fourche à parallélogramme.

La Motoconfort C45 (Motobécane D45) était un modèle de moto produit par le fabricant français Motobécane-Motoconfort.
Inspiré de l'AB1 de 100 cm3 d'avant-guerre, ce modèle conçu en 1945 par l'ingénieur Éric Jaulmes a été produit de 1945 à 1961 sous deux déclinaisons, D45 chez Motobécane et C45 chez Motoconfort.
Il y eut différentes dénominations de cette moto en fonction de ses évolutions :
- en 1945, les premiers modèles de D45 étaient connus sous la dénomination de D45A[3] ;

- à partir de 1948, quelques modifications sont appliquées au moteur, la D45 est maintenant la D45B ;

- en 1949, la D45 se voit dotée d'une suspension arrière coulissante verticale, elle devient la D45S[3]. C'est la version la plus populaire de cette moto française.

En 1951, la dernière évolution importante de la D45S voit le jour, cette dernière est dotée d'une fourche télescopique qui remplace l'ancienne fourche à parallélogramme montée en série depuis 1945.
D'une cylindrée de 125 cm3 et consommant moins de 3 L aux 100 km, son moteur monocylindre à quatre temps à soupapes latérales se révèle économique. Il développe une puissance de 4,3 ch au régime de 5 300 tr/min. La boite de vitesses est munie de trois vitesses.
Son embrayage est actionnable à la main gauche ou au pied gauche. La sélection de vitesse se fait à l'aide d'un sélecteur à main situé à droite du réservoir.